# نهر راريتان
نهر راريتان هو نهر رئيسي في ولاية نيو جيرسي. تستنزف مستجمعات المياه بها الكثير من المنطقة الجبلية في الجزء الأوسط من الولاية وتصب في خليج راريتان على المحيط الأطلسي.

## تاريخ
يؤكد الجيولوجيون أن نهر راريتان السفلي كان مصدر مجرى مصب نهر هدسون منذ ما يقرب من 6000 عام. بعد نهاية العصر الجليدي الأخير لم تكن المضيق قد تشكلت بعد وتدفق نهر هدسون على طول جبال واتشونج إلى باوند بروك الحالية ثم اتبع مسار نهر راريتان شرقًا إلى خليج نيويورك السفلي. 